# 冠叫鸭属
冠叫鸭属（学名：Chauna）是雁形目叫鸭科的一个属，包含以下2个物种：
- 黑颈冠叫鸭 Chauna chavaria
- 冠叫鸭 Chauna torquata